# Oradour-sur-Glane
Oradour-sur-Glane – miejscowość i gmina we Francji, w regionie Nowa Akwitania, w departamencie Haute-Vienne, położona nad rzeką Glane.
Według danych na rok 1990 gminę zamieszkiwało 1998 osób, a gęstość zaludnienia wynosiła 52 osoby/km² (wśród 747 gmin Limousin Oradour-sur-Glane plasuje się na 46. miejscu pod względem liczby ludności, natomiast pod względem powierzchni na miejscu 91.).

## Masakra w Oradour

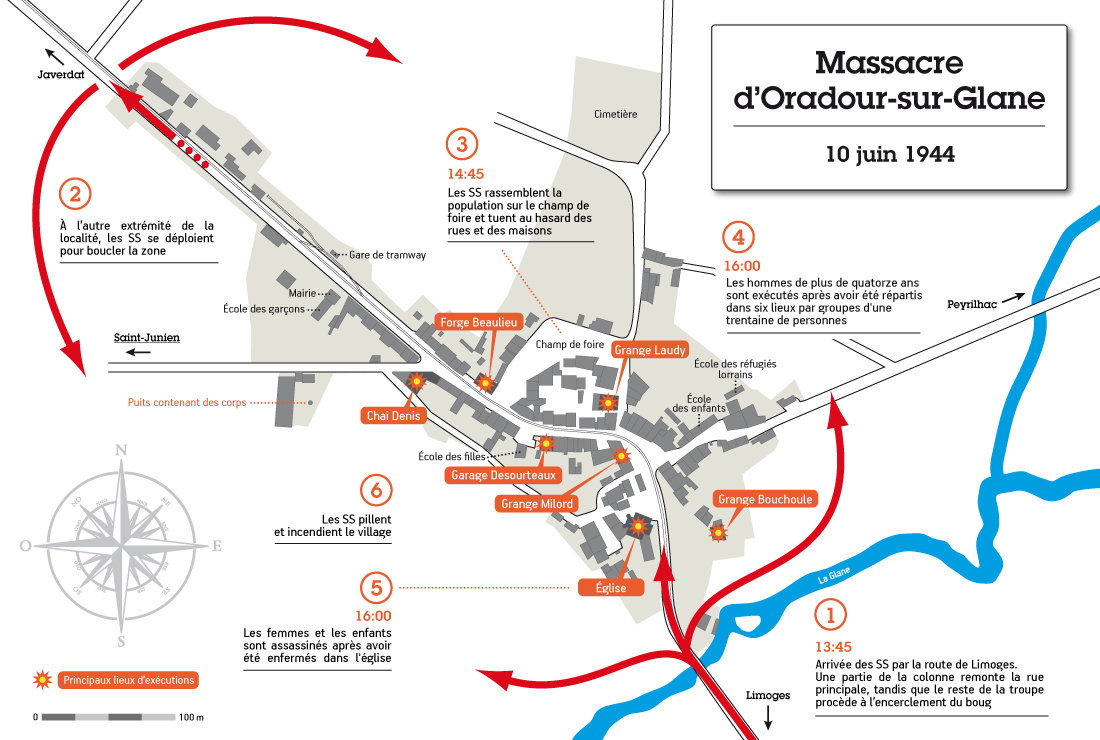
Przebieg masakry

10 czerwca 1944 r. oddział niemieckich wojsk Waffen-SS wchodzący w skład 2 Dywizji Pancernej SS „Das Reich” pod dowództwem SS-Sturmbannführera Adolfa Diekmanna wymordował niemal całą ludność miasteczka, w odwecie za zabicie przez członków francuskiego ruchu oporu oficera SS Helmuta Kämpfe. Zamordowano 642 osoby – mężczyzn, kobiety i dzieci.
Niemcy wprowadzili mężczyzn do stodół, a następnie rozstrzelali, a kobiety i dzieci zamknęli w kościele, który podpalili. Żołnierze wrzucali przez okna granaty, a próbujących uciec zabijali seriami z broni maszynowej.
Przeżyła tylko jedna kobieta (47-letnia Marguerite Rouffanche, która wyskoczyła przez małe okienko w kościele), pięciu mężczyzn oraz dziecko.  
W odwecie spacyfikowano pomyłkowo nie tę miejscowość – oficera SS pojmał i zabił ruch oporu z Oradour-sur-Vayres. 
Ruiny zniszczonej miejscowości zachowano w nienaruszonym stanie. W okresie powojennym miejscowość odbudowano na północny zachód od jej pierwotnej lokalizacji. Przy wejściach do ruin oraz wjazdach do miejscowości umieszczono dwujęzyczne tablice z napisem Souviens-toi • Remember (fr. i ang. „Pamiętaj”). W 1999 r. przy ruinach otwarte zostało Centre de la mémoire d’Oradour.
Na kanwie tych wydarzeń powstał film Stara strzelba.

## Galeria

Ruiny Oradour-sur-Glane
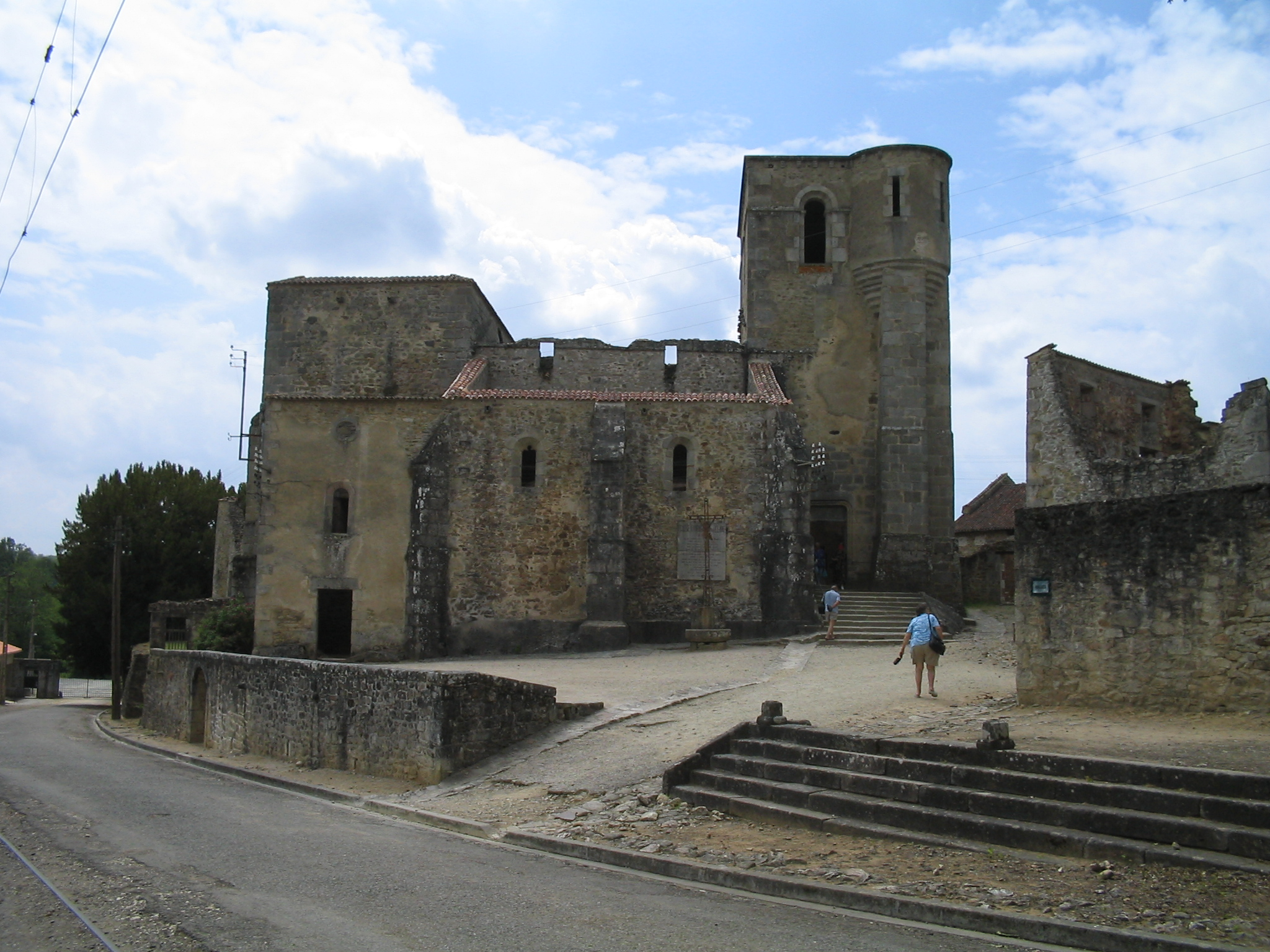
Kościół, miejsce zagłady kobiet i dzieci w czasie II wojny światowej
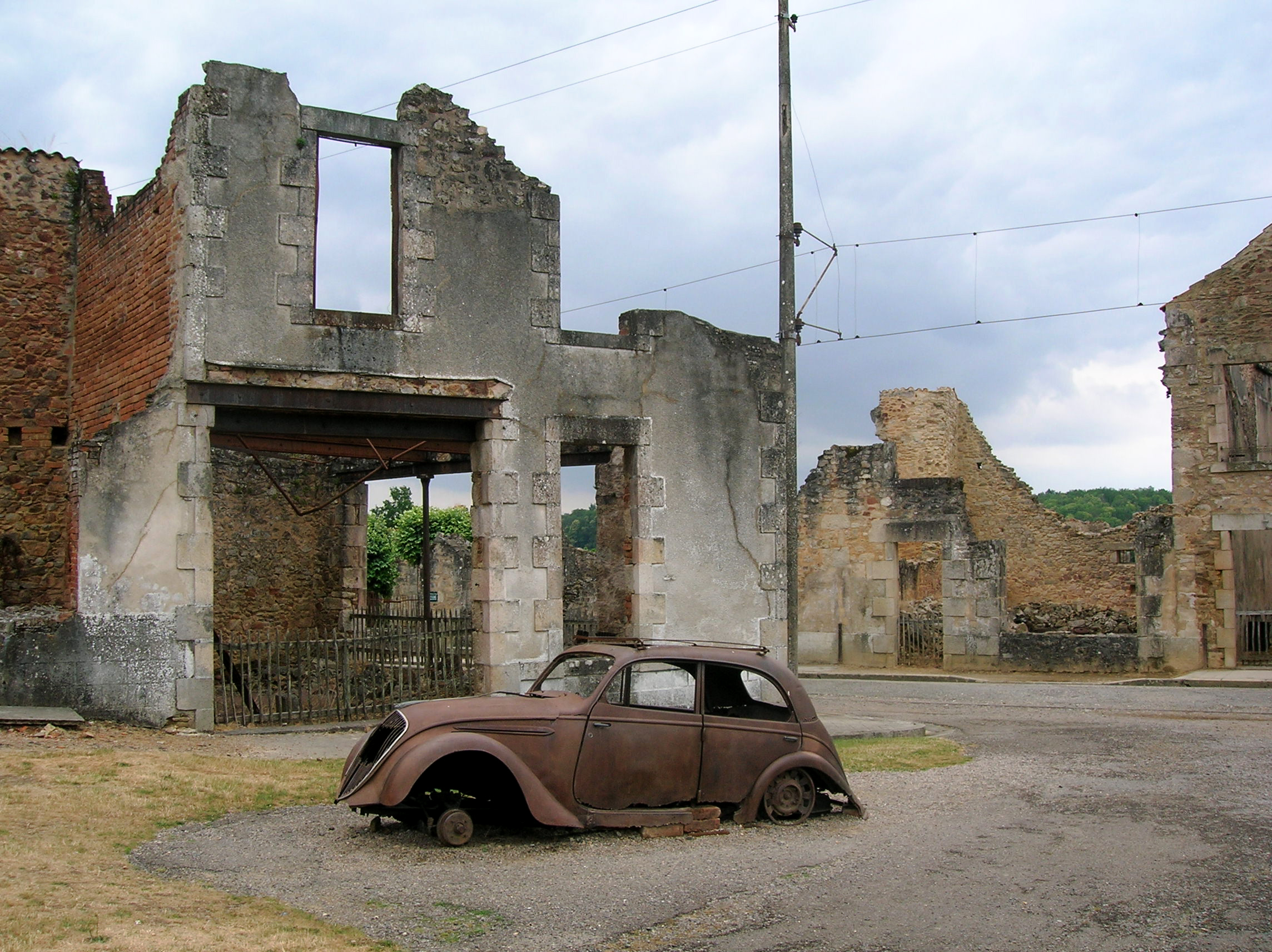
Fragment ruin
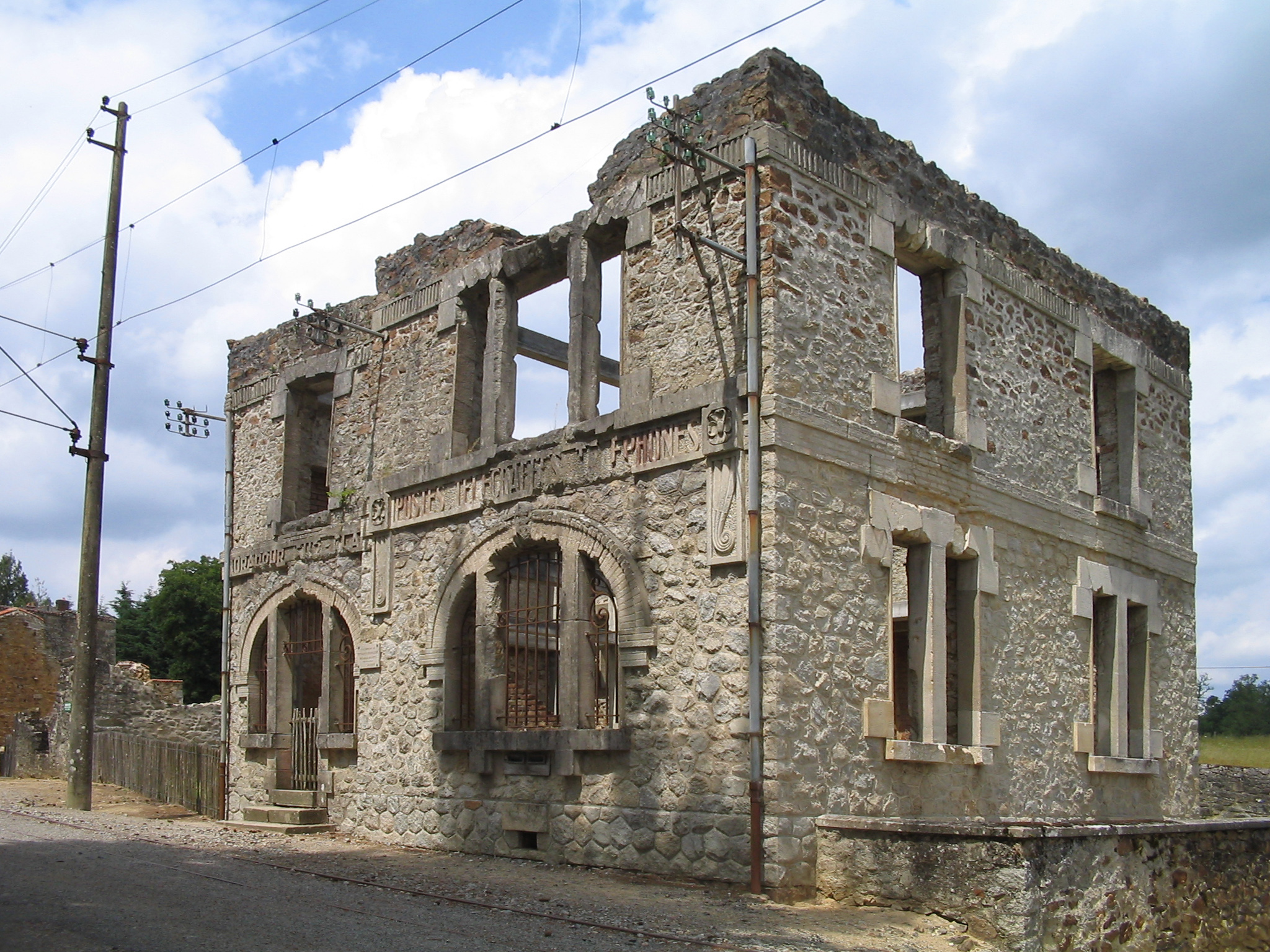
Ruiny poczty

## Populacja

Populacja Oradour-sur-Glane w latach 1962–2008